# Kościelec (gmina)
Kościelec – gmina wiejska w województwie wielkopolskim, w powiecie kolskim. W latach 1975–1998 gmina położona była w województwie konińskim.
Siedziba gminy to Kościelec.
Według danych z 30 czerwca 2006 gminę zamieszkiwało 6654 osób.
Na terenie gminy, we wsi Gozdów (powiat kolski), znajduje się zamek w Kole.

## Przyroda
Wschodnia i północna część gminy Kościelec leży na Nizinie Południowowielkopolskiej (Kotlina Kolska), natomiast zachodnie krańce położone są na Wysoczyźnie Tureckiej. Lasy zajmują stosunkowo duży ułamek powierzchni. Krajobraz zdominowany przez pola uprawne, które urozmaicają jedynie niewielkie wzniesienia.

## Historia
Udokumentowane początki osadnictwa na terenie gminy Kościelec sięgają epoki mezolitu, ślady osadnictwa z tego okresu odnaleziono na wydmach w Gąsiorowie, Turach, Dobrowie i Ruszkowie. Z okresu neolitu na terenie gminy odnaleziono ślady reprezentujące kulturę pucharów lejkowatych. Najprawdopodobniej w tym okresie miała miejsce eksplozja demograficzna, z czego wynika duża liczba stanowisk archeologicznych. Na terenie gminy stanowiska z tego okresu znajdują się w Turach, Gąsiorowie, Białkowie Kościelnym, Daniszewie, Straszkowie, Dobrowie i Ruszkowie Pierwszym. Poza tym w Wakowach odnaleziono także ślady kultury amfor kulistych. W końcu neolitu nastąpiła dezintegracja kulturowa na obszarach ziem polskich. Okres ten jest słabo rozpoznany na terenie Ziemi Kolskiej, a na terenie gminy Kościelec znane jest tylko jedno stanowisko z tego okresu – w Wakowach i jest to ślad bytności przedstawicieli kultury ceramiki sznurowej.
Z okresu wczesnej epoki brązu znane jest łącznie 7 stanowisk na terenie gminy: w Wakowach (dwie osady reprezentujące kulturę trzciniecką), Turach, Gąsiorowie i Gozdowie. W okresie późniejszej epoki brązu na terenie gminy Kościelec pojawili się przedstawiciele kultury łużyckiej, którzy pozostawili po sobie ślady w Turach, Wakowach, Gąsiorowie, Gozdowie, Kościelcu, Straszkowie, Daniszewie, Leszczach, Policach Częściowych, Dobrowie, Ruszkowie Pierwszym, Ruszkowie Drugim i Łęce. Następnie na terenie gminy zarejestrowano ślady kultury przeworskiej. Stanowiska z tego okresu znajdują się w Turach, Gąsiorowie, Gozdowie, Kościelcu, Straszkowie, Trzęśniewie, Białkowie Kościelnym. Daniszewie, Leszczach, Policach Częściowych, Dobrowie, Ruszkowie Pierwszym, Ruszkowie Drugim, Łękach i Policach Średnich, łącznie jest to ponad 86 stanowisk.
Od VI wieku naszej ery na ziemiach polskich rozwijała się wyraźnie słowiańska kultura wczesnośredniowieczna. Osadnictwo w tym okresie rozwijało się m.in. w Daniszewie, wzdłuż rzeki Kiełbaski oraz na terenach Dobrowa, Gąsiorowa, Gozdowa i Ruszkowa Pierwszego oraz Ruszkowa Drugiego. Mimo znacznej koncentracji osadnictwa na terenie gminy w czasach piastowskich nie pojawił się w Kościelcu ważniejszy ośrodek grodowy. Najbliższym ważniejszym grodem był gród w Koninie. Nie odkryto z tego okresu żadnego cmentarzyska ani pogańskiego, ani chrześcijańskiego.
Od wczesnego średniowiecza tereny gminy Kościelec należały do kasztelanii lędzkiej. W XIII wieku obszar ten kilkukrotnie przechodził z rąk książąt wielkopolskich na rzecz książąt kujawskich. W okresie średniowiecza część prywatnych ziem w rejonie Dobrowa nadano cystersom w ramach tzw. fundacji dobrowskiej. Kościelec wchodził najprawdopodobniej w skład domeny królewskiej i pełnił funkcję centrum osadnictwa oraz siedziby zarządu dóbr monarszych. W II połowie XIV wieku utracił jednak tę funkcję, kiedy w pobliżu Koła zaczęto wznosić zamek. Najwcześniej od 6 lutego 1467 roku Kościelec, Białków, Gąsiorów, Trzęśniew oraz Waki wchodziły w skład starostwa kolskiego (tenuty kolskiej).
Po II rozbiorze Polski Kościelec znalazł się w prowincji Prusy Południowe, w departamencie poznańskim i powiecie konińskim. Następnie wchodził w skład powiatu konińskiego, ale departamentu kaliskiego. W okresie Księstwa Warszawskiego Kościelec również był częścią departamentu kaliskiego. W początkowym okresie istnienia Królestwa Polskiego gmina Kościelec wchodziła w skład powiatu konińskiego, a w skład gminy wchodziły miejscowości Białków, Daniszew, Dąbrowice, Dobrów, Gąsiorów, Gozdów, Kościelec, Leszcze, Łęka, Police Mostowe, Police Średnie, Straszków i Tury. W 1836 roku na terenie gminy Kościelec utworzono tzw. majorat kościelecki, którzy przekazany został generałowi Cyprianowi von Kreutz. Następnymi właścicielami majoratu byli: Aleksander Henryk von Kreutz, Aleksander Cyprian von Kreutz i Aleksander von Kreutz. Kościelec pozostawał w rękach rodziny von Kreutz do 1914 roku. W 1850 roku gmina Kościelec liczyła 5263 mieszkańców. Po powstaniu styczniowym gmina Kościelec weszła w skład powiatu kolskiego i guberni kaliskiej, a w jej skład w większości wchodziły miejscowości które dziś również leżą w jej granicach, jedynie Dobrów leżał na terenie gminy Brudzew. W 1880 roku powierzchnia gmina wynosiła 15 356 mórg, a gminę zamieszkiwało 6148 mieszkańców w 45 miejscowościach.
Po odzyskaniu przez Polskę niepodległości nie zmieniła się przynależność administracyjna terenów dzisiejszej gminy Kościelec. W okresie dwudziestolecia międzywojennego Kościelec był znanym miejscem organizowania kolonii letnich dla dzieci. W 1932 roku gmina liczyła 7812 mieszkańców. Także w 1932 roku we wsi Trzęśniew doszło prawie do rozruchów w związku z próbą dokonania rewizji przez policjantów z Kościelca u miejscowych chłopów, podejrzanych o kradzież drzewa z pobliskich lasów państwowych. Gdy tylko policjanci znaleźli się na skraju wsi, zatrzymał ich uzbrojony w pałki i drągi tłum, liczący ponad 100 osób. Widząc groźną postawę tłumu posterunkowi postanowili wezwać wsparcie. Tłum udało się rozpędzić dopiero po przybyciu na miejsce oddziału 50 policjantów z całego powiatu. Przed II wojną światową w gminie Kościelec mieszkało 8 osób narodowości żydowskiej.
10 września 1939 roku w Kościelcu oddział Wehrmachtu rozstrzelał ośmiu młodych ludzi, którzy przebywali przy kościeleckiej Szkole Rolniczej, zostali oni pochowani na miejscowym cmentarzu. Najprawdopodobniej 27 lutego 1940 roku w lasach między Dąbrowicami a Turami okupanci rozstrzelali 35 osób przywiezionych tam z więzienia w Koninie. Nie są jednak znane personalia zamordowanych, ani to skąd pochodzili.
W 1954 roku z terenu gminy Kościelec wyłoniono trzy gromady: Trzęśniew, Kościelec i Ruszków I. W 1961 roku na prośbę mieszkańców gromady Trzęśniew, gromada ta została włączona w skład gromady Kościelec. W 1961 roku do gromady Kościelec włączono także części miejscowości z gromady Ruszków I. W 1972 roku powstała gmina Kościelec, składająca się z sołectw: Białków Górny, Białków Kościelny, Daniszew, Dąbrowice Częściowe, Dobrów, Gąsiorów, Gozdów, Kościelec, Leszcze i Waki. Po reformie administracyjnej w 1975 roku gmina znalazła się w województwie konińskim.
Ostatnim naczelnikiem gminy Kościelec był Kryspin Świątek. W 1990 roku pierwszym wójtem wybrany został Bogdan Jarych. W 1994 roku wójtem został Antoni Dominiak. W latach 2002–2010 urząd wójta pełniła Anna Strapagiel, a w wyborach samorządowych w 2010 roku wójtem wybrany został Dariusz Ostrowski.

## Komunikacja
Przez gminę przebiega droga krajowa 92, łącząca Kościelec, z Poznaniem i Warszawą. W Kościelcu krzyżuje się z drogą wojewódzką 470 (Kościelec – Turek – Kalisz). Na terenie gminy znajduje się także węzeł „Koło” (zjazd z autostrady A2 do Koła i Turku).

## Parafie katolickie
Na terenie gminy znajdują się trzy kościoły parafialne obrządku rzymskokatolickiego. Wszystkie one wchodzą w skład diecezji włocławskiej.
- dekanat kościelecki
  - parafia św. Stanisława w Białkowie Kościelnym
  - parafia Trójcy Świętej w Dobrowie – sanktuarium diecezjalne bł. Bogumiła
  - parafia św. Andrzeja Apostoła w Kościelcu

## Struktura powierzchni
Według danych z roku 2002 gmina Kościelec ma obszar 105,9 km², w tym:
- użytki rolne: 69%
- użytki leśne: 21%.

Gmina stanowi 10,47% powierzchni powiatu.

## Demografia
Dane z 30 czerwca 2004:
| Opis                              | Ogółem | Ogółem | Kobiety | Kobiety | Mężczyźni | Mężczyźni |
| --------------------------------- | ------ | ------ | ------- | ------- | --------- | --------- |
| Jednostka                         | osób   | %      | osób    | %       | osób      | %         |
| Populacja                         | 6620   | 100    | 3301    | 49,9    | 3319      | 50,1      |
| Gęstość zaludnienia [mieszk./km²] | 62,5   | 62,5   | 31,2    | 31,2    | 31,3      | 31,3      |

- Piramida wieku mieszkańców gminy Kościelec w 2014 roku[1].

## Sąsiednie gminy
- gmina Brudzew, gmina Dąbie, gmina Koło, miasto Koło, gmina Kramsk, gmina Krzymów, gmina Władysławów